# Trowbridge Castle
Trowbridge Castle är ett slott i Storbritannien.   Det ligger i grevskapet Wiltshire och riksdelen England, i den södra delen av landet, 150 km väster om huvudstaden London. Trowbridge Castle ligger 41 meter över havet.
Terrängen runt Trowbridge Castle är huvudsakligen platt, men åt sydost är den kuperad.Runt Trowbridge Castle är det ganska tätbefolkat, med 239 invånare per kvadratkilometer. Närmaste större samhälle är Trowbridge, 0,03 km söder om Trowbridge Castle. Trakten runt Trowbridge Castle består till största delen av jordbruksmark.